# Aliona Bolsova Zadoinov
Aliona Bolsova Zadoinov (Chișinău, Moldàvia, 6 de novembre de 1997) és una tennista catalana d'origen moldau, resident a Palafrugell. Va començar la seva carrera defensant la nacionalitat moldava però el 2013 va obtenir l'espanyola.

## Biografia
Filla de Vadim Zadoynov i Olga Bolșova, ambdós atletes olímpics per l'URSS i Moldàvia, un en la modalitat de 400 metres tanques i l'altra en salt d'alçada i triple salt, va néixer a Chișinău, capital de Moldàvia, però de petita es van traslladar a Palafrugell. Té una germana petita de nom Taisia.
Durant la temporada 2016-2017 es va desplaçar als Estats Units per estudiar en l'Oklahoma State University i formar part del seu equip de tennis en la NCAA.

## Carrera esportiva
En el circuit júnior va arribar al número 4 del rànquing. Durant la seva estada a l'Oklahoma State University (Estats Units) es va unir al seu equip de tennis que competia en la NCAA. Va formar part de l'equip de la universitat que va arribar a quarts de final del campionat de la NCAA 2017.
Va ser convocada per l'equip espanyol de Copa Federació l'any 2015, quan tenia 17 anys, i va disputar un partit de dobles amb victòria.
Va aconseguir la seva primera victòria en un quadre principal del circuit WTA l'any 2019 a Charleston, tot i que no va aconseguir avançar més rondes. Aquest mateix any va disputar la fase prèvia de l'Open d'Austràlia 2019 sense èxit, però no en el Roland Garros 2019, on venint de la fase prèvia es va classificar pel quadre principal d'un Grand Slam per primera vegada, i va arribar a quarta ronda. Aquest resultat li va permetre entrar al Top 100 del rànquing individual per primer cop a la seva carrera.

## Palmarès

### Dobles femenins: 1 (0−1)
| Llegenda         |
| ---------------- |
| Grand Slam (0−0) |
| WTA Finals (0−0) |
| WTA 1000 (0−0)   |
| WTA 500 (0−0)    |
| WTA 250 (0−1)    |

| Títols per superfície |
| --------------------- |
| Dura (0−0)            |
| Gespa (0−0)           |
| Terra batuda (0−1)    |

| Resultat  | Núm. | Data                 | Torneig           | Superfície   | Parella          | Oponents                         | Marcador |
| --------- | ---- | -------------------- | ----------------- | ------------ | ---------------- | -------------------------------- | -------- |
| Finalista | 1.   | 17 de juliol de 2021 | Budapest, Hongria | Terra batuda | Tamara Korpatsch | Mihaela Buzărnescu Fanny Stollár | 4−6, 4−6 |

### Circuit ITF: 14 (6−8)

#### Individual: 13 (6−7)
| Circuit ITF             |
| ----------------------- |
| Torneigs 100.000$ (0−0) |
| Torneigs 75.000$ (0−0)  |
| Torneigs 50.000$ (0−2)  |
| Torneigs 25.000$ (2−3)  |
| Torneigs 15.000$ (0−0)  |
| Torneigs 10.000$ (4−2)  |

| Títols per superfície |
| --------------------- |
| Dura (1−4)            |
| Gespa (0−0)           |
| Terra batuda (5−3)    |

| Resultat   | Núm. | Data                   | Torneig                           | Superfície   | Oponent en la final     | Marcador      |
| ---------- | ---- | ---------------------- | --------------------------------- | ------------ | ----------------------- | ------------- |
| Finalista  | 1.   | 29 d'octubre de 2012   | Coïmbra, Portugal                 | Dura         | Kathinka von Deichmann  | 1−6, 3−6      |
| Guanyadora | 1.   | 15 de setembre de 2013 | Lleida, Catalunya                 | Terra batuda | Mayar Sherif            | 0−6, 6−3, 6−2 |
| Guanyadora | 2.   | 27 de juliol de 2014   | Les Contamines-Montjoie, França   | Terra batuda | Tayisiya Morderger      | 3−6, 6−3, 6−0 |
| Finalista  | 2.   | 9 de maig de 2015      | Pula, Itàlia                      | Terra batuda | Bianca Turati           | 6−2, 4−6, 5−7 |
| Guanyadora | 3.   | 13 de juny de 2015     | Madrid, Espanya                   | Terra batuda | Lucía Cervera Vázquez   | 7−5, 3−6, 6−4 |
| Guanyadora | 4.   | 11 de juliol de 2015   | Getxo, País Basc                  | Terra batuda | Corinna Dentoni         | 6−0, 6−2      |
| Finalista  | 3.   | 12 de maig de 2018     | Montsó, Espanya                   | Dura         | Katie Swan              | 2−6, 3−6      |
| Finalista  | 4.   | 17 de juny de 2018     | Barcelona, Catalunya              | Dura         | Estrella Cabeza Candela | 2−6, 3−6      |
| Guanyadora | 5.   | 8 de juliol de 2018    | Getxo, País Basc                  | Dura         | Olga Sáez Larra         | 6−0, 6−1      |
| Guanyadora | 6.   | 22 de juliol de 2018   | Darmstadt, Alemanya               | Terra batuda | Katharina Gerlach       | 6−2, 6−1      |
| Finalista  | 5.   | 30 de setembre de 2018 | València, País Valencià           | Terra batuda | Paula Badosa Gibert     | 1−6, 6−4, 2−6 |
| Finalista  | 6.   | 14 d'octubre de 2018   | Riba-roja de Túria, País Valencià | Terra batuda | Marie Benoit            | 0−6, 6−7(2)   |
| Finalista  | 7.   | 23 de febrer de 2020   | El Caire, Egipte                  | Dura         | Marta Kostyuk           | 1−6, 0−6      |

#### Dobles: 11 (8−3)
| Circuit ITF             |
| ----------------------- |
| Torneigs 100.000$ (0−0) |
| Torneigs 75.000$ (0−0)  |
| Torneigs 50.000$ (0−1)  |
| Torneigs 25.000$ (1−0)  |
| Torneigs 15.000$ (1−0)  |
| Torneigs 10.000$ (6−2)  |

| Títols per superfície |
| --------------------- |
| Dura (0−1)            |
| Gespa (0−0)           |
| Terra batuda (8−2)    |

| Resultat   | Núm. | Data                   | Torneig                             | Superfície   | Parella               | Oponents en la final                               | Marcador            |
| ---------- | ---- | ---------------------- | ----------------------------------- | ------------ | --------------------- | -------------------------------------------------- | ------------------- |
| Finalista  | 1.   | 29 d'octubre de 2012   | Coïmbra, Portugal                   | Dura         | Ulyana Ayzatulina     | Nadezda Gorbachkova Ekaterina Pushkareva           | 2−6, 3−6            |
| Guanyadora | 1.   | 14 de juliol de 2014   | Knokke, Bèlgica                     | Terra batuda | Cecilia Costa Melgar  | Justine De Sutter Sofie Oyen                       | 4−6, 6−3, [10−4]    |
| Guanyadora | 2.   | 27 de juliol de 2014   | Les Contamines-Montjoie, França     | Terra batuda | Carla Touly           | Sara Castellano Chiara Quattrone                   | 6−1, 6−1            |
| Guanyadora | 3.   | 28 de setembre de 2014 | Madrid, Espanya                     | Terra batuda | Olga Sáez Larra       | Marta Huqi González Encinas Estela Pérez Somarriba | 6−1, 6−4            |
| Guanyadora | 4.   | 27 d'octubre de 2014   | Benicarló, País Valencià            | Terra batuda | Andrea Gámiz          | Alexandra Nancarrow Inés Ferrer Suárez             | 6−2, 6−3            |
| Guanyadora | 5.   | 10 de novembre de 2014 | Castelló de la Plana, País Valencià | Terra batuda | Andrea Gámiz          | Federica Arcidiacono Martina Spigarelli            | 6−1, 6−2            |
| Guanyadora | 6.   | 9 de maig de 2015      | Pula, Itàlia                        | Terra batuda | Priscilla Hon         | Cristina Bucșa Eva Guerrero Álvarez                | 6−0, 6−3            |
| Finalista  | 2.   | 13 de juny de 2015     | Madrid                              | Terra batuda | Lucía Cervera Vázquez | Elyne Boeykens Steffi Distelmans                   | 3−6, 6−7(4)         |
| Guanyadora | 7.   | 31 d'agost de 2015     | Barcelona, Catalunya                | Terra batuda | Gaia Sanesi           | Estrella Cabeza Candela Oleksandra Korashvili      | 6−3, 6−4            |
| Guanyadora | 8.   | 12 d'octubre de 2018   | Riba-roja de Túria, País Valencià   | Terra batuda | Despina Papamichail   | Marina Bassols Ribera Angela Fita Boluda           | 6−2, 6−2            |
| Finalista  | 3.   | 22 de setembre de 2019 | Sant-Maloù, França                  | Terra batuda | Tereza Mrdeza         | Ekaterine Gorgodze Marina Zanevska                 | 7−6(8), 5−7, [8−10] |

## Trajectòria

### Individual
| Open d'Austràlia | A   | A   | Q2  | Q2  | 1R  | Q3  | Q2 | 0 / 1   | 0 – 1   |
| Roland Garros | A   | A   | 4R  | 1R  | Q1  | Q1  | 2R | 0 / 3   | 4 – 3   |
| Wimbledon | A   | A   | Q1  | NC  | 1R  | Q1  |    | 0 / 1   | 0 – 1   |
| US Open | A   | Q3  | 2R  | 2R  | Q1  | Q1  |    | 0 / 2   | 2 – 2   |
| Total Victòries−Derrotes | 0−0 | 0−0 | 6−6 | 2−4 | 3−8 | 0−0 |    | 30 – 11 | 30 – 11 |
| Rànquing a final d'any | 477 | 163 | 114 | 103 | 157 | 193 |    |         |         |
| Llegenda: G: Guanyadora; F: Finalista; SF: Semifinalista; QF: Quarts de final; Q: Qualificació; A: Absent; RR: Round Robin; |     |     |     |     |     |     |    |         |         |

### Dobles femenins
| Open d'Austràlia | A   | A   | 3R  | 3R  | 1R |  | 0 / 3   | 4 – 3   |
| Roland Garros | A   | 1R  | 1R  | A   | 1R |  | 0 / 3   | 0 – 3   |
| Wimbledon | A   | NC  | A   | 2R  |    |  | 0 / 1   | 1 – 1   |
| US Open | A   | A   | A   | 2R  | 2R |  | 0 / 2   | 2 – 2   |
| Total Victòries−Derrotes | 2−2 | 0−2 | 7−6 | 7−5 |    |  | 16 – 17 | 16 – 17 |
| Rànquing a final d'any | 301 | 290 | 85  |     |    |  |         |         |
| Llegenda: G: Guanyadora; F: Finalista; SF: Semifinalista; QF: Quarts de final; Q: Qualificació; A: Absent; RR: Round Robin; |     |     |     |     |    |  |         |         |